# Campagna romana
Con la locuzione Campagna romana si indica la vasta pianura del Lazio, dolcemente ondulata e attraversata da fossi e  marrane, situata nella provincia di Roma. Essa si estende tutt’intorno all’area urbana della città di Roma, spingendosi verso sud fino ad Anzio e comprendendo il contiguo sistema collinare. Questo territorio include una parte significativa dell’'Agro romano e si estende fino al confine settentrionale dell’Agro Pontino.
Aprilia, pur appartenendo amministrativamente alla provincia di Latina, rientra geograficamente nell’Agro Romano, in quanto situata a nord-ovest del fiume Astura, terminando naella zona di Torre Astura, che a partire dall'età romana Astura rappresentava infatti il prolungamento e il confine ad oriente della colonia di Antium il limite meridionale della Campagna Romana.

## Etimologia

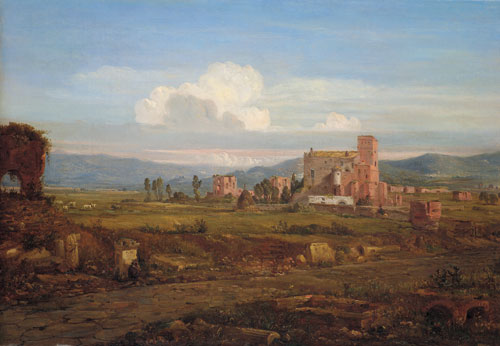
Franz Nadorp (1794–1876): Via Appia

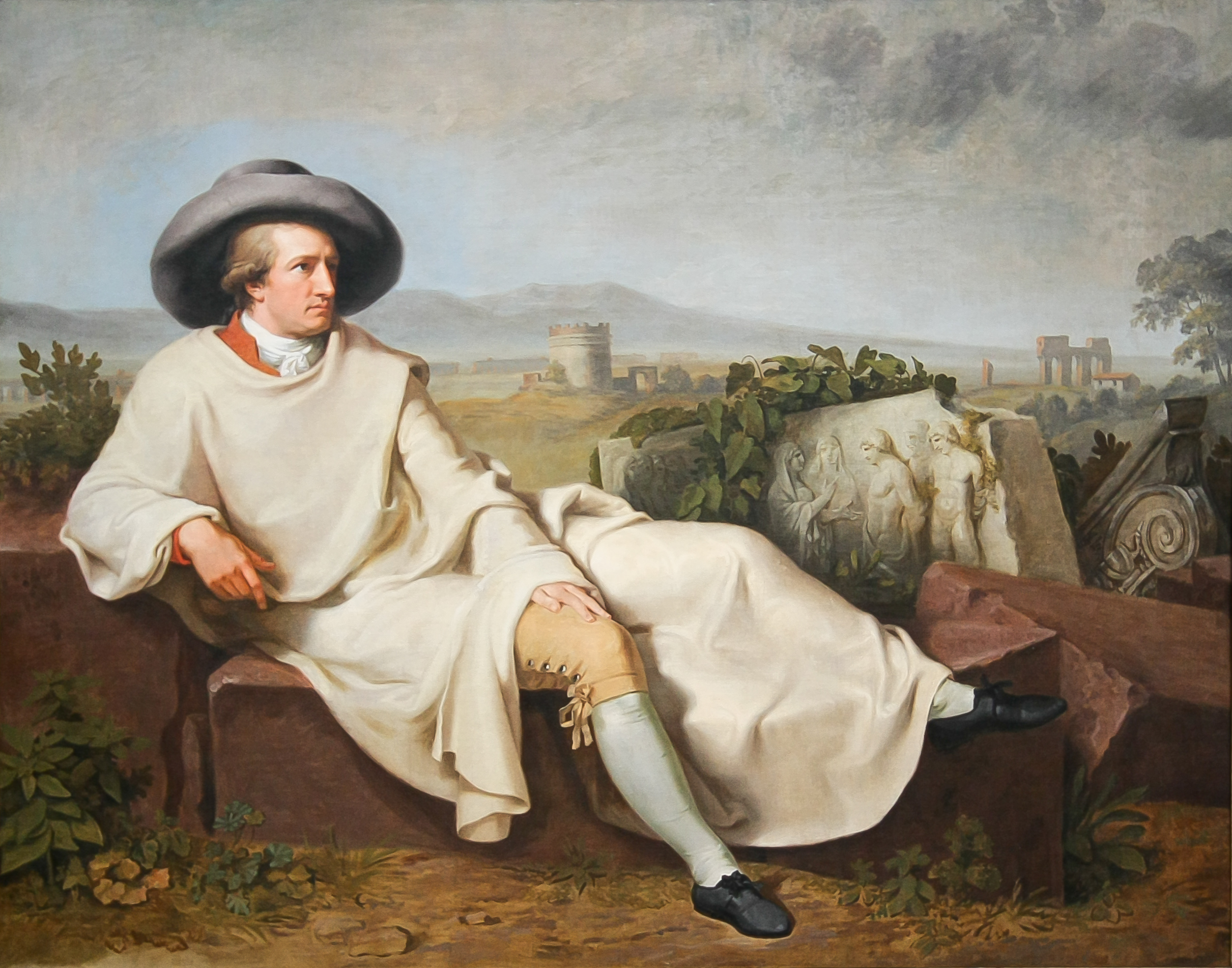
Johann Heinrich Wilhelm Tischbein (1751-1829): Goethe nella Campagna romana

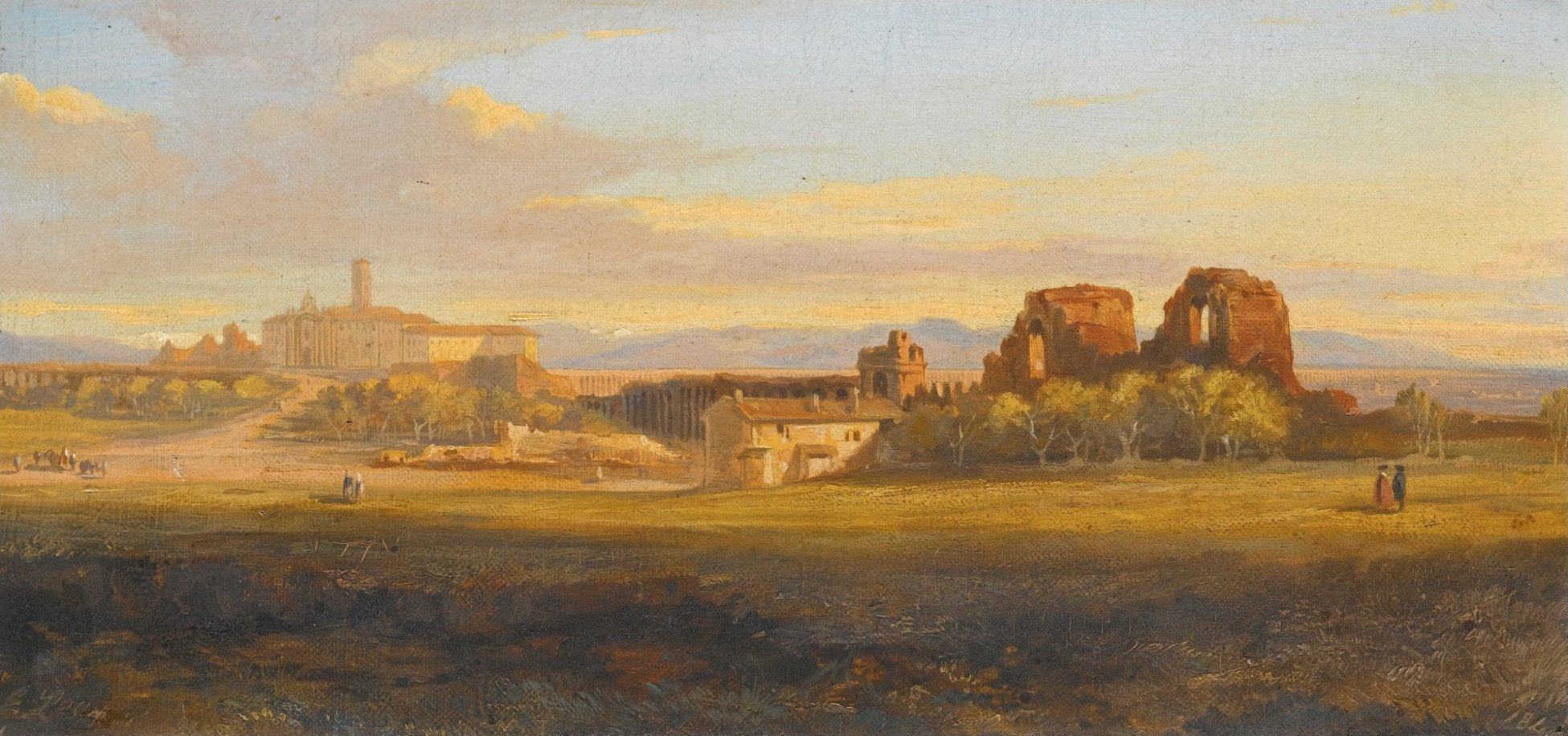
Campagna romana, dipinto di Edward Lear del 1841

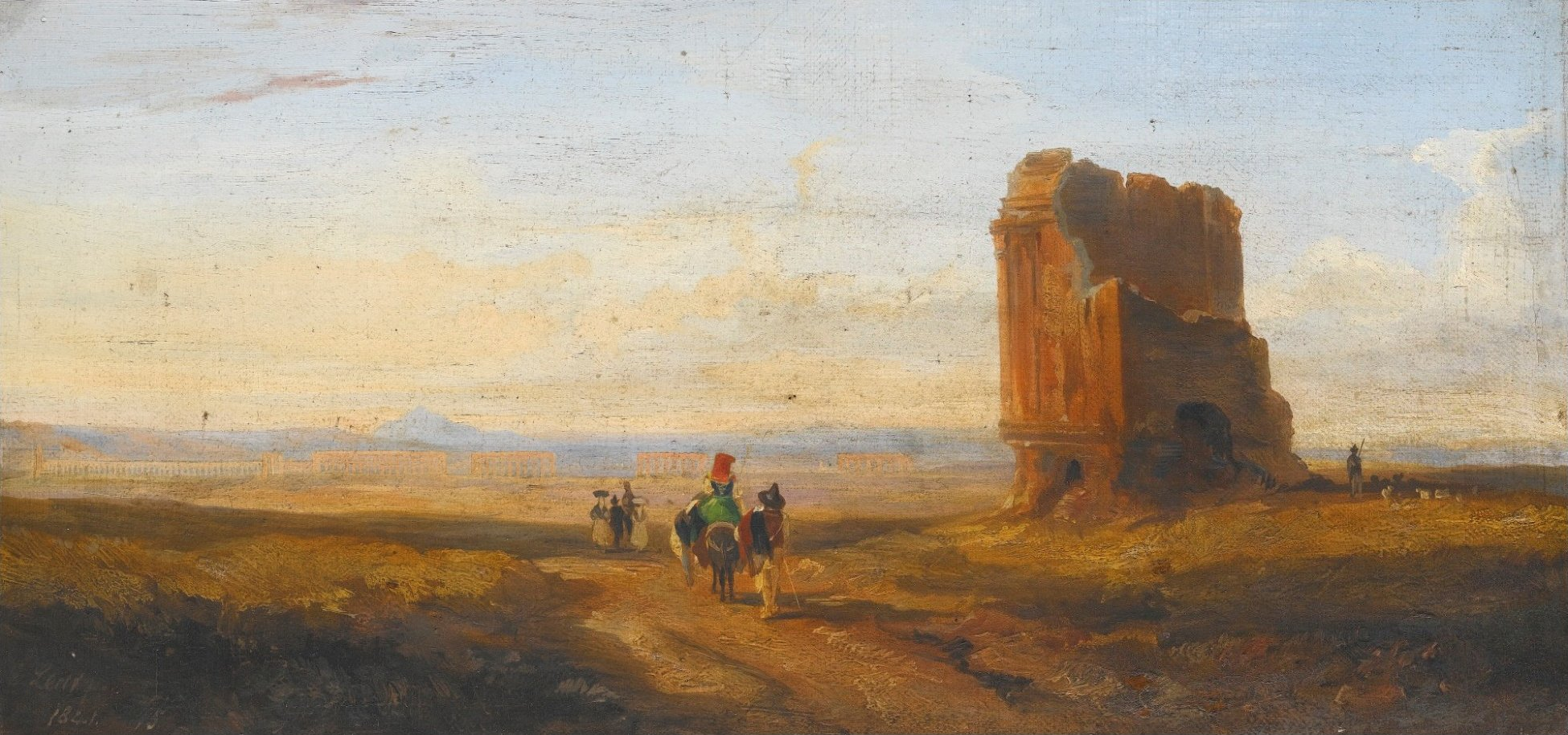
Campagna romana, dipinto di Edward Lear del 1841

Il termine "Campagna" deriva dalla provincia di "Campania" istituita nel tardo impero in sostituzione della preesistente Regio I. Una paretimologia la fa derivare invece dal latino campus (volgare "campagna" nel senso di area rurale). 
Va notato che "Campagna Romana" non è sinonimo di "Agro Romano" - espressione, quest'ultima, utilizzata per indicare l'area di Campagna Romana nel distretto municipale di Roma.

## Storia
Secondo Carocci e Vendittelli la struttura fondiaria e produttiva della Campagna Romana risale al tardo medioevo e si è conservata senza soluzione di continuo fino alla riforma agraria a metà del XX secolo.
Le invasioni barbariche, la guerra greco-gotica e la definitiva caduta dell'Impero romano d'Occidente favorirono il generale spopolamento delle campagne, compresa quella romana, e i grandi latifondi imperiali passarono nelle mani della Chiesa, che aveva ereditato le funzioni assistenziali e di governo già assolte dai funzionari imperiali, e le esercitava nei limiti del possibile.
A partire dall'VIII secolo le aziende agricole (villae rusticae) di epoca imperiale si trasformarono - dove sopravvissero - in domuscultae, entità residenziali e produttive autosufficienti e fortificate, dipendenti da una diocesi - o una chiesa, o un'abbazia - che deteneva la proprietà delle terre e le assegnava in enfiteusi ai contadini residenti. Questi spesso ne erano gli originali proprietari, ed avevano conferito la proprietà dei fondi alla Chiesa in cambio di un piccolo canone di affitto e dell'esenzione dalle tasse. Queste comunità godevano di completa autonomia, che implicava anche il diritto ad armarsi per autodifesa (da dove la costruzione di torri e torrette), e in alcuni casi giunsero anche a battere moneta.
Già dal X secolo, tuttavia, la feudalizzazione costrinse i contadini ad aggregarsi attorno ai castelli dei baroni ai quali veniva man mano attribuito il possesso - a vario titolo - di molte proprietà ecclesiastiche, e la coltivazione della pianura impaludata e malarica fu abbandonata, col tempo, quasi completamente. Là dove si continuava a coltivare, questi nuovi latifondi ormai deserti, nei quali sorgevano sparsi casali fortificati, furono destinati a colture estensive di cereali e a pascolo per l'allevamento di bestiame grande e piccolo. Il loro scarso panorama umano era costituito da pastori, bovari e cavallari, braccianti al tempo delle mietiture, briganti.
L'abbandono delle terre giunse a tal punto che con la conseguente scomparsa degli insediamenti urbani nel territorio circostante Roma attorno alle vie Appia e Latina, l'ex Latium Vetus, venne ripartito in "casali", tenute agricole di centinaia di ettari dedicato all'allevamento di bestiame, soprattutto ovini, e alla coltivazione di cereali, a cui erano addetti lavoratori salariati spesso stagionali. Questi latifondi in età rinascimentale e moderna divennero proprietà delle famiglie legate al papato. A seguito dello spopolamento delle terre pianeggianti ritornate a pascolo, si aggravò il grave problema dell'impaludamento e della malaria.
Nel XVII secolo, dopo la redazione del Catasto Alessandrino, furono concessi ai contadini, ai piccoli proprietari e agli abitanti dei borghi l'uso civico dei terreni spopolati e abbandonati ed esenzioni fiscali (mentre venivano aggravate le imposizioni sui proprietari noncuranti), allo scopo di stimolare il ripopolamento di quelle campagne.

## Descrizione

### Territorio
Il termine "Campagna" in età medievale si riferiva alla pianura che circonda Roma delimitata, a partire dal mar Tirreno, dai rilievi collinari dei Monti della Tolfa, dei monti Sabatini, dei monti Cornicolani, Tiburtini, Prenestini e dai Colli Albani. In altri termini, la pianura solcata dal basso Tevere, corrispondente al Lazio meridionale (provincia "Campagna e Marittima" in contrapposizione al "Patrimonio di san Pietro", che indicava la Tuscia).

### Il paesaggio
Nel XVIII e nel XIX secolo il paesaggio della Campagna romana, rappresentato da vaste aree pressoché disabitate dove spesso era possibile imbattersi nelle vestigia di imponenti costruzioni romane in rovina, divenne un luogo comune, un simbolo della tramontata grandezza di Roma, insieme con l'immagine del quotidiano pittoresco rappresentato dai briganti, dai pastori e dai popolani di Bartolomeo Pinelli e dei pittori europei del Grand Tour.